# 鼎龙乡
鼎龙乡，是中华人民共和国江西省赣州市兴国县下辖的一个乡镇级行政单位。

## 行政区划
鼎龙乡下辖以下地区：
鼎龙村、田溪村、麦鹅村、杨村、杞下村、石源村、古顺村、石含村、湖溪村、茶岭村、水头村、水东村和灵山村。